# Iván Patricio Mena
Iván Patricio Mena Muñoz (Puerto Montt, 21 de diciembre de 1957), conocido por su nombre artístico Iván Patricio Mena, es un compositor, poeta y productor musical chileno, que ha compuesto canciones para diversos artistas chilenos como Luis Dimas, Miguel Ángel Pellao, Natalia Cuevas, Conjunto Palomar, Los Navegantes, Los Huasos Hidalgos, Leandro Martínez, Juan David Rodríguez, Gabriel Suárez, Miguel Garcés, Claudio Reyes, Héctor Lizama, Marcela Moreira, Héctor "Titín" Molina, Claudio González, Javier Chávez, Alejandro de Rosas y Claudio Tais, artista argentino, entre otros.

## Biografía
En 1968 a los 11 años, comienza a desarrollar su interés musical cantando en diferentes programas de radio. 
En 1983 con 25 años, participó en el programa Amigos Siempre Amigos de Televisión Nacional de Chile, conducido por Antonio Vodanovic, donde obtuvo el primer lugar con la canción La Contaminación es un Tema Latente, interpretada por Luis Dimas. Este fue el comienzo profesional de su carrera autoral. 
En abril de 1987 publicó su libro de poesía Recuerdos y Nostalgias Nacidas del Mar.
En 1997 fue parte del disco Bailes Populares en Chile de Ayer y Hoy de la folclorista Margot Loyola con el Conjunto Palomar, con dos canciones de su autoría: El Reitimiento y La Chochoca de Cucao.
En 2012 fue parte de la competencia internacional del Festival Internacional de la Canción de Viña del Mar con la canción Mi gran Amor, de su autoría junto a Cristóbal Müller e interpretada por Leandro Martínez. 
También en el año 2012, el cantante argentino Claudio Tais, que representó a su país en el Festival Internacional de la Canción de Viña del Mar en el género folclórico, y que hoy forma parte de la Agrupación CEIBO, graba la canción Mi Gran Amor. 
En 2014 ganó el Festival de Las Vegas con la canción Como dos Adolescentes, interpretada por Franco Leonardo y como cocompositor Cristóbal Muller. 
En 2021 obtuvo Disco de Platino con la canción Vamos por la Paz en el 43 Festival Latinoamericano de California en la categoría Canciones Folclóricas. 
En 2022 obtuvo el Segundo Lugar en el Festival Folclórico en la Patagonia, con la canción Un Chilote Patagón, interpretada por la agrupación Los Navegantes. 
Hasta la fecha ha participado en diversas producciones discográficas de artistas chilenos y cuenta con cuatro producciones personales: Sirena del Mar (2008), Grandes Artistas Chilenos en el Bicentenario (2013), Chile Romance y Tradición (2019) y Del Desierto a la Patagonia (2023).

## Discografía
- 2008: Sirena del Mar
- 2013: Grandes Artistas Chilenos en el Bicentenario[4]
- 2018: Un Herido Corazón
- 2019: Chile Romance y Tradición
- 2023: Del Desierto a la Patagonia [5]

## Distinciones
- Primer lugar como autor y compositor en el Programa Amigos Siempre Amigos de TVN 1983, correspondiente al capítulo de la región de Los Lagos, con la canción La Contaminación es un Tema Latente interpretada por Luis Dimas.
- Primer lugar y canción más popular en el 21° Festival Folclórico Al Mar de Puerto Montt 2006, con la canción Recordando a Rosario interpretada por Patricio González.
- Segundo lugar en el II Festival Nacional del Folclor Chillán 2011, con la canción La Artesana de Quinchao interpretada por Los Navegantes.
- Artista destacado del año 2011 por el Consejo de la Cultura y las Artes de la región de Los Lagos.
- En el año 2012 representa a Chile como autor y compositor en la Competencia Internacional del 58 Festival Internacional de la Canción de Viña del Mar, con la canción Mi Gran Amor interpretada por Leandro Martínez y los arreglos de Cristóbal Muller.
- Primer lugar en el Festival de la Canción de Las Vegas 2014, Estados Unidos, categoría Canción Original Romántica, con la canción Como Dos Adolescentes, interpretada por Franco Leonardo.
- Primer lugar en el VIII Festival Nacional de la Canción de Villarrica 2017,con la canción Un Bohemio Soñador interpretada por Gabriel Suárez.
- Tercer lugar en el IX Festival Nacional del Folclor Chillán 2018, con la canción Las Hilanderas de Tenaun, interpretada por Los Navegantes.
- Disco de Platino en la categoría Canción Original Folclórica en el 43° Festival de la Canción Latinoamericana de California 2021, con la canción Vamos por la Paz, interpretada por Héctor "Titín" Molina, Gabriel Suárez, Javier Chávez, Marcela Moreira, Miguel Ángel Pellao y Alexey Ortiz.
- Segundo lugar en el XLI Festival Folclórico en la Patagonia 2022, con la canción Un Chilote Patagón, interpretada por Los Navegantes.